# 花菱草
花菱草（通俗名：加州罌粟、金英花），是罌粟科花菱草屬的一種草本植物。其种加词“californica”意为“加利福尼亚的”。原產於美國西部及墨西哥，分佈在美國的加州，向外延伸至俄勒岡州、華盛頓州、內華達州、亞利桑那州及新墨西哥州等地，在墨西哥則分佈在索諾拉州及下加利福尼亞州西北部。生長在海拔零至二千公尺的草地及開闊地區。
花菱草是美國加州的州花，加州指定每年的四月六日為花菱草日。在加州的州界牌上有花菱草的圖像。

## 特徵
一年生或多年生植物，植株可以長到五十至六十公分高。葉互生，灰藍綠色，葉分裂，裂片頂端圓形。花單生在一枝長花莖上，有四片花瓣，花瓣長二至六公分，花黃色至橙色，開花期從二月到九月。 花會進行睡眠運動，在夜間花會閉合起來，到第二天早上再次開放。當白天的天氣寒冷、多風或陰天時也會使花閉合，不會展開。果實是細長的蒴果，長三至九公分，成熟時會裂開成二瓣，釋放出裏面的種子。種子小，多數，黑色或深褐色。

## 種植簡介

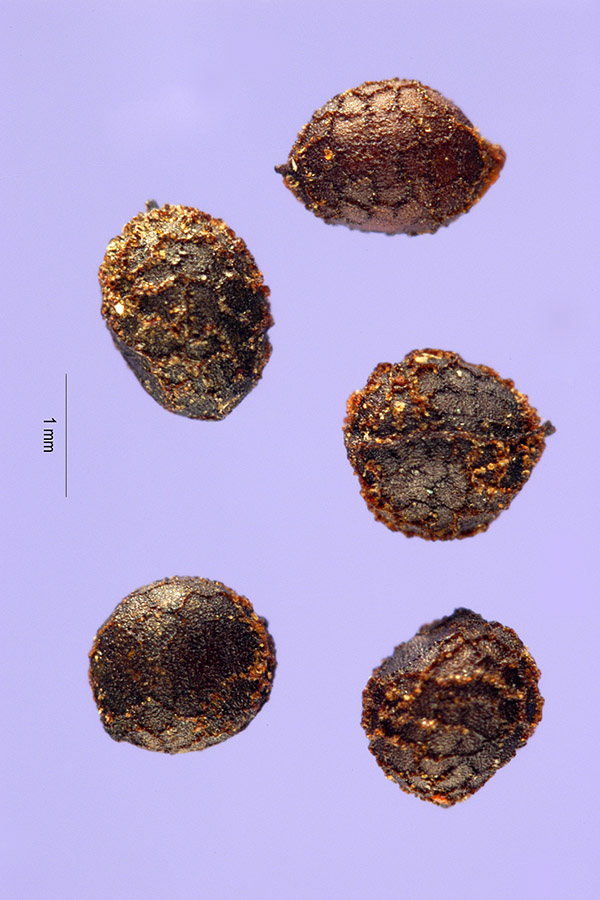
花菱草的種子

花菱草是一種耐旱且容易栽培的觀賞花卉，喜歡全日照、排水良好的沙質土壤及貧瘠土地。除了可以作為庭園、植生復育及公路綠化美化的植物外，花菱草經常會出現在道路兩旁、受到擾動的土地及火災燒過後的地方，它在受擾動過的土壤裏長的很好。

## 民族植物學
加州罌粟對許多美國西部的原住民具有文化意義，其中包括美國西部Luiseno，Cahuilla，Costanoan 和 Pomo 部落。 大多數經常使用植物或植物的特定部位作為食物來源和藥物。
根部一般含有較高水平的生物鹼，被用作鎮靜劑、鎮痛用途；花部份類胡蘿蔔素含量高，並帶有點甜味，可以作為芳香口氣的咀嚼物，花粉可作為眼影或特殊場合時彩繪身體粉刷物。 全株植物也被放在孩童的床下，據稱可安寧睡眠。
花揉碎後煮湯用來洗頭髮，以去除頭髮中的蝨子。
美國原住民利用花菱草的全草做草藥，是一種苦味的鎮靜藥草，起到利尿劑的作用，可緩解疼痛、緩解痙攣、促進排汗。也被用於治療精神緊張焦慮、失眠和尿失禁（尤其是兒童）。它的效果與罌粟（Papaver somniferum）相似，但其作用更溫和，不會抑制中樞神經系統。
另一份報告指出：它對中樞神經系統有明顯不同的影響，不是一種麻醉劑，而是傾向於使心理情緒狀況正常化 ( 抗焦慮、抗抑鬱 ) 。

## 產地

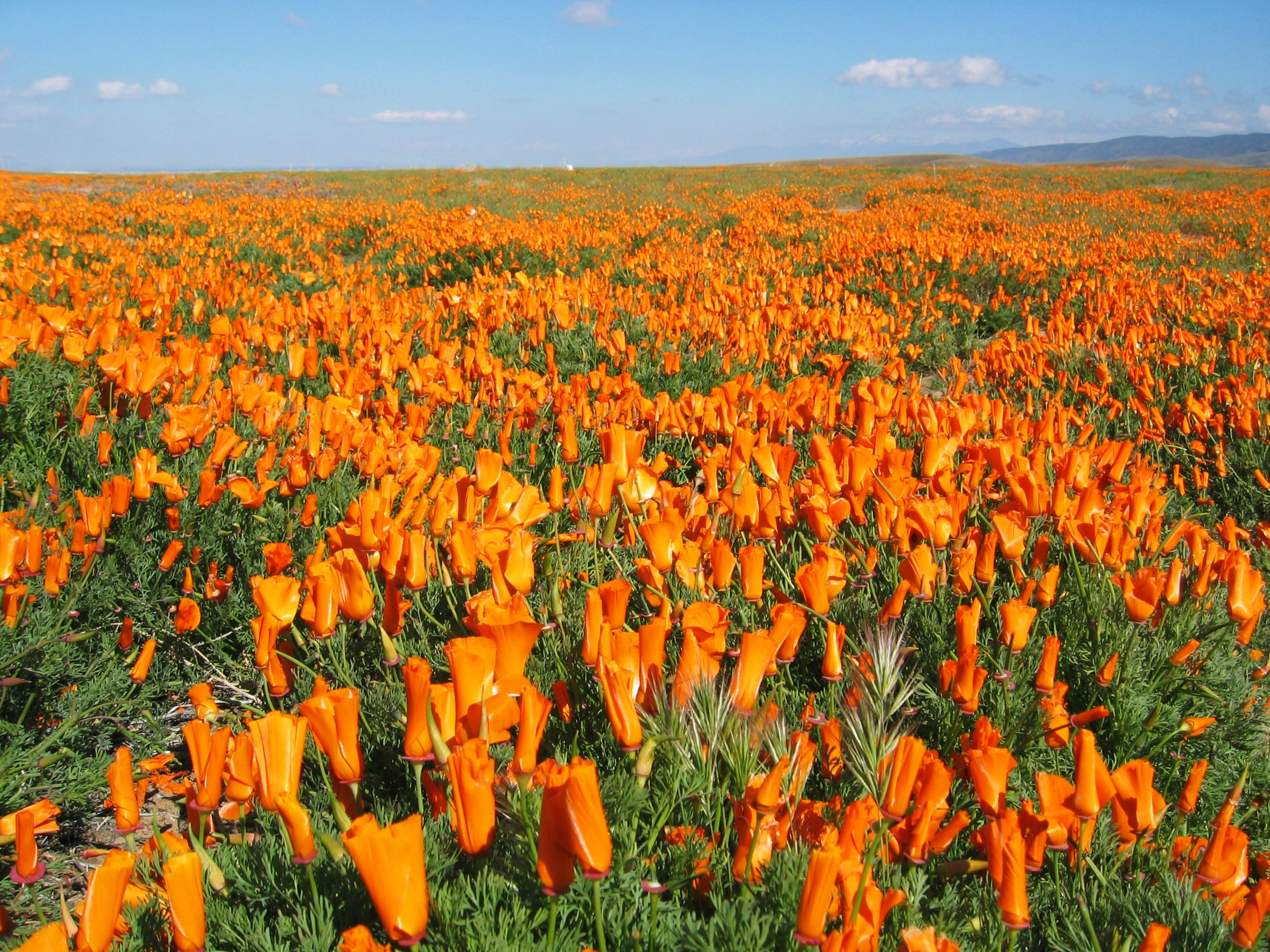
羚羊谷花菱草保護區

羚羊谷花菱草保護區位於美國加州洛杉磯郡北部，在花菱草的盛花期，保護區內1475英畝的土地上開滿了橙色的花朵。
由於花朵美麗和易於栽培，花菱草被引種到其他地區作為觀賞植物，如澳洲、南非、智利及阿根廷，在澳洲及智利已經歸化成野生植物。

## 分類
花菱草的變異性很大，曾經有90多個不同的學名，
某些植物學家將其處理為二個亞種、四個變種（如：Leger and Rice, 2003），
也有些植物學家認為不需要再細分為亞種（如：Jepson 1993）。
- 花菱草（E. californica subsp. californica），分佈在加州、下加利福尼亞州、俄勒岡州。可做觀賞植物，在某些地區成為入侵物種。
  - 花菱草（E.californica subsp. californica var. californica），分佈在舊金山半島北部的海邊。多年生植物，植株有點匍匐狀，花黃色。
  - 海濱花菱草（E. californica subsp. californica var. maritima），分佈在加州的蒙特利至聖米格爾島的海邊。多年生植物，壽命長，葉灰綠色，植株矮小匍匐生長，花黃色。
  - 橙色花菱草（E. californica subsp. californica var. crocea），多年生植物，生長在內陸的非乾旱地區。植株較高，花橙色。
  - 半島花菱草（E. california subsp. californica var. peninsularis），一年生植物或偶為一年生植物，生長在內陸的乾旱地區。
- 墨西哥花菱草（E. californica subsp. mexicana），原產於索諾拉沙漠。

## 外部連結
- Tennessee Exotic Pest Plant Council （页面存档备份，存于） （美國田納西州外來有害植物協會）
- USDA Natural Resources Conservation Service PLANTS Database （页面存档备份，存于） （美國農業部自然資源保育資料庫）
- 花菱草, Hualingcao （页面存档备份，存于） 藥用植物圖像數據庫 (香港浸會大學中醫藥學院) （繁體中文）（英文）